# معادلة بلانك
علاقة بلانك  (يشار إليها بعلاقة بلانك بين الطاقة والتردد،  علاقة بلانك،  معادلة بلانك،  وصيغة بلانك،  على الرغم من أن الأخيرة قد ترجع إلى قانون بلانك ) هو معادلة أساسية في ميكانيكا الكم تنص على أن طاقة الفوتون، E ، المعروفة باسم طاقة الفوتون، تتناسب مع ترددها، ν :{\displaystyle E=h\nu }يُعرف ثابت التناسب h بثابت بلانك. توجد عدة أشكال مكافئة للعلاقة، بما في ذلك من حيث التردد الزاوي، ω :{\displaystyle E=\hbar \omega }حيث {\displaystyle \hbar =h/2\pi } . تفسر العلاقة الطبيعة الكمية للضوء وتلعب دورًا رئيسيًا في فهم الظواهر مثل التأثير الكهروضوئي وإشعاع الجسم الأسود (حيث يمكن استخدام افتراض بلانك ذي الصلة لاشتقاق قانون بلانك).

## أشكال طيفية
يمكن تمييز الضوء باستخدام عدة كميات طيفية، مثل التردد ν والطول الموجي λ والرقم الموجي {\displaystyle \scriptstyle {\tilde {\nu }}}، ومكافئاتها الزاوية (التردد الزاوي ω، الطول الموجي الزاوي y، والعدد الموجي الزاوي k). ترتبط هذه الكميات من خلال{\displaystyle \nu ={\frac {c}{\lambda }}=c{\tilde {\nu }}={\frac {\omega }{2\pi }}={\frac {c}{2\pi y}}={\frac {ck}{2\pi }},}لذلك يمكن أن تأخذ علاقة بلانك الأشكال «المعيارية» التالية{\displaystyle E=h\nu ={\frac {hc}{\lambda }}=hc{\tilde {\nu }},}وكذلك الأشكال «الزاويّة» التالية،{\displaystyle E=\hbar \omega ={\frac {\hbar c}{y}}=\hbar ck.}تستفيد النماذج القياسية من ثابت بلانك h. تستخدم الأشكال الزاوية ثابت بلانك المختزل ħ = h2π

## علاقة دي برولي
علاقة دي برولي،  المعروفة أيضًا بعلاقة دي برولي بين الزخم والطول الموجي،  تعمم علاقة بلانك بموجات المادة. قال Louis de Broglie أنه إذا كانت للجسيمات طبيعة موجية، فإن العلاقة E = hν ستنطبق عليها أيضًا، وافترض أن للجسيمات طول موجي يساوي λ = hp{\displaystyle p=h{\tilde {\nu }}}أو{\displaystyle p=\hbar k.}غالبًا ما تُصادف علاقة دي برولي أيضًا في شكل متجه{\displaystyle \mathbf {p} =\hbar \mathbf {k} ,}حيث p هو متجه الزخم، و k هو متجه الموجة الزاوية.

## حالة تردد بوهر
تنص حالة تردد بوهر  على أن تردد الفوتون الممتص أو المنبعث أثناء الانتقال الإلكتروني مرتبط بفرق الطاقة (ΔE) بين مستويي الطاقة المتضمنين في التحول:{\displaystyle \Delta E=h\nu .}هذه نتيجة مباشرة لعلاقة بلانك وآينشتاين.

## أنظر أيضا
- الطول الموجي كومبتون

## استشهد ببليوغرافيا
- كوهين تانودجي ، سي، ديو، ب، لالو، ف. (1973/1977). ميكانيكا الكم ، مترجم من الفرنسية SR Hemley ، N. Ostrowsky ، D. Ostrowsky ، الطبعة الثانية، المجلد 1، وايلي، نيويورك،(ردمك 0471164321) .
- الفرنسية، AP ، تايلور ، إي أف (1978). مقدمة في فيزياء الكم ، فان نوستراند رينهولد، لندن،(ردمك 0-442-30770-5) .
- غريفيث، دي جي (1995). مقدمة في ميكانيكا الكم ، برنتيس هول، أبر سادل ريفر نيوجيرسي،(ردمك 0-13-124405-1) .
- لاندي، أ. (1951). ميكانيكا الكم ، السير إسحاق بيتمان وأولاده، لندن.
- لاندسبيرج، بى تى (1978). الديناميكا الحرارية والميكانيكا الإحصائية ، مطبعة جامعة أكسفورد، أكسفورد المملكة المتحدة،(ردمك 0-19-851142-6) .
- المسيح أ. (1958/1961). ميكانيكا الكم ، المجلد 1، ترجم من الفرنسية بواسطة GM Temmer ، شمال هولندا، أمستردام.
- شوينجر ، ج. (2001). ميكانيكا الكم: رمزية القياسات الذرية ، حرره B.-G. إنجليرت، سبرينغر، برلين،(ردمك 3-540-41408-8) .
- فان دير ويردين، بي إل (1967). مصادر ميكانيكا الكم ، تم تحريره بمقدمة تاريخية من قبل BL van der Waerden ، شمال هولندا للنشر، أمستردام.
- واينبرغ ، س. (1995). The Quantum Theory of Fields ، vol 1، Foundations ، Cambridge University Press، Cambridge UK،(ردمك 978-0-521-55001-7) .
- واينبرغ ، س. (2013). محاضرات حول ميكانيكا الكم ، مطبعة جامعة كامبريدج، كامبريدج، المملكة المتحدة،(ردمك 978-1-107-02872-2) .
- الزهور، P. Theopold ، K. Langley ، R. (nd). الكيمياء ، الفصل السادس، التركيب الإلكتروني والخصائص الدورية للعناصر ، OpenStax ، https://opentextbc.ca/chemistry/chapter/6-2-the-bohr-model/ .